# Длуге (Поморське воєводство)
Длуге (пол. Długie) — село в Польщі, у гміні Осечна Старогардського повіту Поморського воєводства.
Населення — 46 осіб (2011).
У 1975-1998 роках село належало до Гданського воєводства.

## Демографія
Демографічна структура станом на 31 березня 2011 року:
|          | Загалом | Допрацездатний вік | Працездатний вік | Постпрацездатний вік |
| -------- | ------- | ------------------ | ---------------- | -------------------- |
| Чоловіки | 25      | 6                  | 17               | 2                    |
| Жінки    | 21      | 2                  | 11               | 8                    |
| Разом    | 46      | 8                  | 28               | 10                   |